# Diego Rizzi
Diego Rizzi  est un joueur de pétanque italien né le 20 septembre 1994 à Bordighera. Surnommé « L'Alieno » (l'extraterrestre), spécialiste du tir, il est 46 fois champion d'Italie, 6 fois d'Europe et 4 fois Champion du monde.

## Biographie
Diégo Rizzi est né à Bordighera dans une famille italienne. Son père le fait jouer à la pétanque dès son plus jeune âge, il joue pour la première fois à l'âge de trois ans. Diego Rizzi grandit dans le boulodrome et devient rapidement très doué puisqu'il gagne son premier championnat du monde (jeunes) à 14 ans. 
Actuellement il est champion du monde doublette et champion d'Europe triplette, doublette, tête-à-tête et tir de précision. Il est 2 fois champion d'Europe des clubs, champions du monde jeunes tir de précision 2011 et triplette 2009, champion d'Europe tir de précision 2015 - 2018  et champion d'Europe tête-à-tête 2018, par la suite, 16 fois champion d'Italie jeunes et 30 fois sénior. En 2023 il gagne son premier titre de Champion de France. Il joue au poste de tireur, ce que lui a valu le titre de codétenteur du record du monde de tir de précision avec 67 points lors des World Gamesen Pologne 2017. Il est droitier et il a commencé à jouer à la pétanque à l'âge de 3 ans, en 1997 avec son père et ses amis,.
Il devient bouliste semi-professionnel grâce à son partenariat avec KTK et depuis 2019 avec Boulenciel. Il aime varier les boules avec lesquelles il joue puisqu'il change tous les 6 mois de triplette,.
Il habite à Vallecrosia.

## Palmarès
- 16 fois champion d'Italie jeunes: 8 fois champion tête-à-tête, 5 fois doublette, 3 fois tir de précision, 3 fois champion du monde (2009-2011-2021), médaille de bronze championnat du monde à Marseille (2012), vice-champion du monde (2017-2021) bronze (2015) en tête-à-tête. Bronze en tir de précision (2017) au Madagascar, champion d'Europe de tir 2015 et 2019 tête-à-tête 2018 et 2021 - Triplette 2018 - Doublette 2021
- 8 fois champion d'Italie de tir de précision sénior, 2 fois en triplette, 5 fois en doublette, 5 fois en tête-à-tête, 3 fois en doublette mixte, 7 fois champion d'Italie par équipe avec Taggese, Biarese et San Giacomo Imperia.
- Médaille d'or aux Jeux Méditerranéens en doublette en 2013 et tir de précision en 2018.
- Champion d'Europe par clubs (2014-2015) avec Taggese.
- Il gagne aussi les Masters de pétanque en 2017[3]-2022-2023, le Mondial de Millau en 2015, 3 fois la grande finale PPF 2013-2015-2024 et 3 fois le Trophée l’Équipe.
- Nombreuses victoires en matchs internationaux[1],[2].
- Codétenteur du record du monde de tir de précision avec 67 points lors des World-Games[4] 2017 où il a gagné la médaille d'or en doublette et de bronze au tir de précision.
- 2018 : Diego est champion d'Italie de club, tir de précision et doublette. Il remporte le tir de précision aux Jeux Méditerranéens et le championnat d'Europe tête-à-tête, en battant en finale le champion du monde en titre, Henri Lacroix.
- 2019 : vice-champion du monde doublette[5], il devient aussi champion d'Europe triplette et de tir de précision[6] et champion d'Italie tête-à-tête.
- 2020 : Champion d'Italie de clubs pour la 6e fois.
- 2021 : Champion d'Italie de clubs pour la 7e fois. Champion d'Italie doublette, tête-à-tête et de tir de précision. Aux championnats du monde en Espagne il remporte la médaille d'argent au tir de précision et la médaille de bronze en triplette.
- 2022 : Aux championnats du monde au Danemark, il gagne l'or en doublette et l'argent en tête-à-tête. Il est Champion d'Italie triplettes et Champion d'Italie doublette mixte. Aux championnats d'Europe aux Pays-Bas, il gagne l'or en doublette et en tête-à-tête. Il gagne les Masters de pétanque avec l’équipe d'Italie (Diego Rizzi, Alessio Cocciolo, Florian Cometto et Andrea Chiapello). Il ouvre aussi son site Internet diegorizzi.com/wp/.
- 2023 : Diégo arrive en France au FIP Fréjus pour faire équipe (entre autres) avec Dylan Rocher et Stéphane Robineau. Il est champion départemental (Var) en triplette et doublette. Il gagne son premier titre de Champion de France en doublette avec Dylan Rocher. Il remporte sa troisième étoile aux Masters de Pétanque avec Dylan Rocher, Stéphane Robineau et Moineau Feltain. Il remporte aussi le Trophée des Ville avec Dylan Rocher, Stéphane Robineau et Adrien Delahaie[7]
- 2024 : L'année commence avec la victoire au National de Tours (Dylan Rocher et Mostafa Mimouni). La troisième étoile à la finale du PPF avec Cocciolo et Pietri[8]. Il gagne aussi La Coupe de France avec le FIP Frejus. Au Masters de Pétanque avec Cocciolo, Quintais et Hureau il perd la finale contre l'Equipe de France. Il gagne avec l'equipe du FIP pour la troisième fois la Coupe d'Europe de Club. Pour terminer en beauté l'année il gagne a Dijon après 45 ans le Championnat du Monde Triplette. Le quatrième pour lui.
- 2025  : L’année commence par la 2me victoire consécutive au Tropée des Villes sous les couleurs du FIP Frejus. Victoire au 3x mixte de Grasse, au National Triplette de Draguignan au Mundial Barbero de Frejus et Champion Doublette du Var. Vainqueur de Nice Metropole. Vainqueur à Tréveux associé à Dylan Rocher et Henry Lacroix.